# Корейська патріотична організація
Корейська патріотична організація (кор.: хангиль: 한인애국단) — бойова організація під керівництвом Тимчасового уряду Кореї (ТУК), заснована в Шанхаї, Китай, у 1931 році. Вона мала на меті вбити військових і урядових лідерів Японської імперії. Група також мала назву Ісаєнґґун.
Група стояла за майже успішним замахом на імператора Хірохіто в січні 1932 року та успішним нападом у парку Гонґкоу (нині парк Лу Сюнь) у квітні 1932 року. Після травня 1932 р. група в основному припинила свою діяльність і розпалася.
Організація зрештою покращила відносини між ТУК та урядом Республіки Китай, хоча й спровокувала придушення діяльності ТУК з боку Японії.
Її заснував і очолив Кім Гу, видатний учасник руху за незалежність Кореї. Його керівниками були Кім Сук, Ан Ґон Ґеун, Лі Су Бон і Лі Ю Піл. Відомими членами були Юн Бон Ґіл, Лі Бон Чанг, Лі Деок Ю і Чой Ген Сік.

## Фон

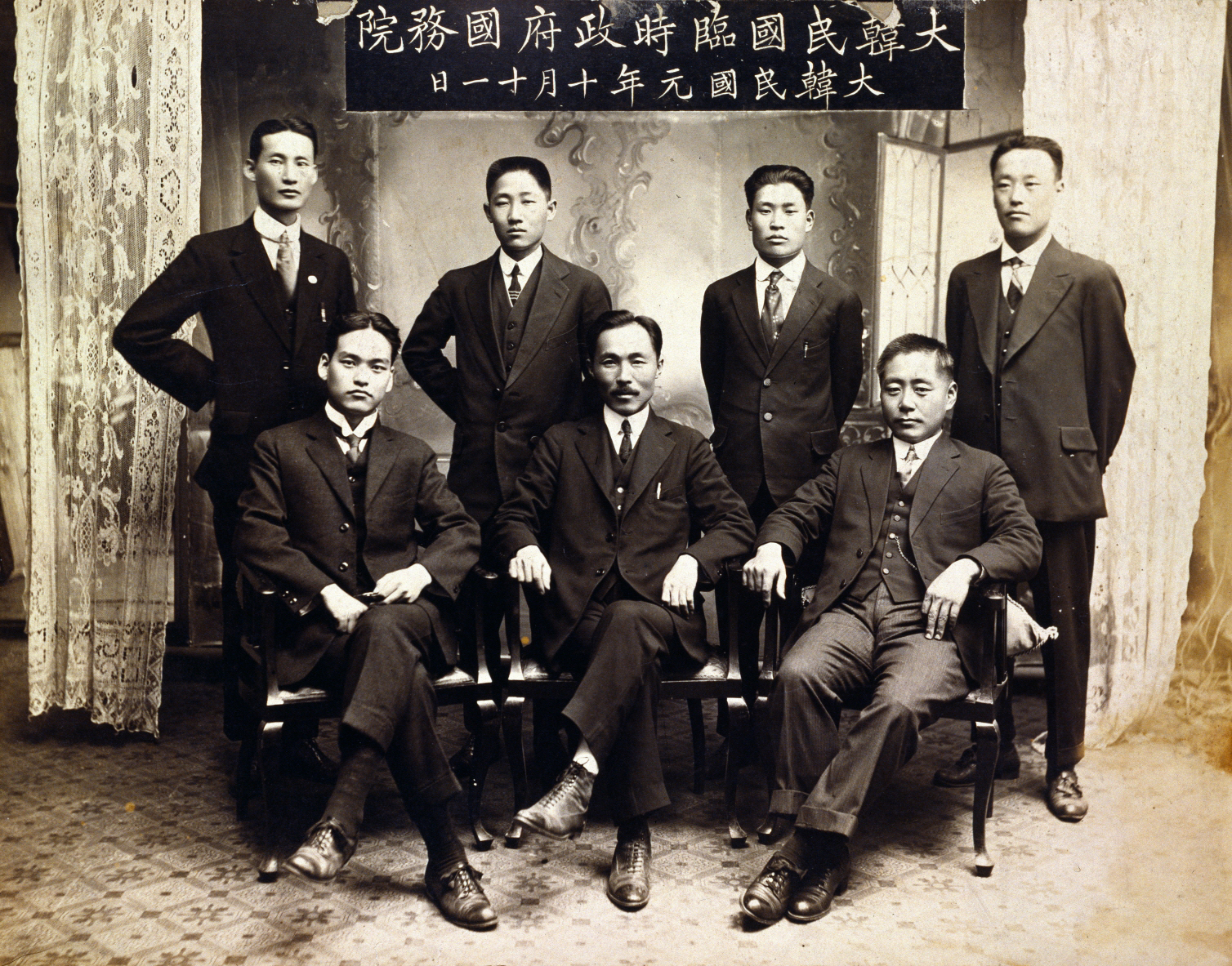
Пам'ятний знак Державної ради Тимчасового уряду Республіки Корея, 1919 р.

У 1910 році Японська імперія офіційно анексувала Корею. У 1919 році по всій Кореї відбулися протести проти японського правління, що стало відомим як Рух 1 березня. Рух було жорстоко придушено, багато корейців покинули півострів і продовжили опір японцям з-за кордону. Через місяць у Шанхаї було сформовано Корейський тимчасовий уряд (ТУК), уряд у вигнанні. Однак протягом більшої частини своєї історії група страждала від внутрішніх чвар і фінансових труднощів. До 1931 року він був на межі розпаду.
У травні 1931 року Лі Бон Чан приїхав до Шанхаю. Лі був корейцем, який міг здатися японцем, але зазнав дискримінації в Японії. Лі зустрівся з Кім Гу, видатною фігурою в ТУК. Лі запитав, чи міг би він приєднатися до ТУК, але Кім сказав, що це не варто того, оскільки група нестабільна та не має сили.
Японія почала створювати приводи для вторгнення в Маньчжурію на північному сході Китаю в 1931 році. Під час інциденту у Ванпаошані в липні 1931 року він став сенсацією незначної суперечки між китайськими та корейськими фермерами, щоб розпалити антикитайські настрої в Кореї та Японії. Це навіть призвело до жорстоких зіткнень між корейцями та китайцями в їхніх країнах. 18 вересня 1931 року Японська імперія влаштувала інцидент Лютяоху (бомбардування маньчжурської залізниці) та Мукденський інцидент, що посилило антияпонські настрої серед китайців.

## Створення та організація
Інформації про те, коли і як була заснована Корейська патріотична організація (КПО), мало. За пізнішими записами Кіма, Кім вирішив створити KПO після розмови з Лі та Ванпаошаньського інциденту. Він відчував, що рух за незалежність Кореї стагнує, і що китайці та корейці повинні об'єднатися проти Японії.
Кім запропонував створити групу решті ТУК, і ТУК погодився її фінансувати. Джо Со Ан спочатку назвав його Ісаєнґґун (кор.: хангиль: 의생군) і зробив Кіма лідером групи. Назву, мабуть, змінили через те, що поки Кім Ку спав, дитина розірвала аркуш паперу, на якому було написане ім'я, тож Кім створив власну назву для групи. KПO було виділено половину бюджету всієї ТУК і надано відносну автономію щодо того, як виконувати свої місії. Серед інших членів були Кім Сук, Ан Ґон Ґун, Лі Су Бон і Лі Ю Піл. Група налічувала близько 80 учасників.

### Фінансування конфлікту та конкуруючої групи
Був певний конфлікт щодо фінансування групи. У листопаді 1931 року Джо отримав гроші на підтримку від китайського уряду, але замість того, щоб передати половину з них Кім Ку (який на той час був скарбником ТУК), залишив їх для власних цілей. Джо використав кошти для створення власного бойового угруповання (кор.: хангиль: 한국의용대, ханча: 韓國義勇隊, букв. «Korean Volunteers Army»; не плутати з Корейською добровольчою армією 1938 року). Потім Джо попросив схвалення цієї групи в ТУК, але в кінцевому підсумку його було відхилено через рішучі протести Кіма. За словами Сона Сае Іла, існують непідтверджені чутки, що група розпалася приблизно в січні 1932 року.

## Інцидент Сакурадамон

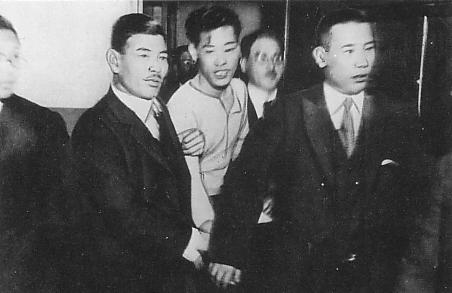
Лі Бон Чан під арештом (1932)

Наприкінці 1931 року Кім Ку відправив Лі Бон Чана до Токіо, щоб убити японського імператора Хірохіто. На початку січня 1932 рокуБон Чан прибув до Токіо. 8 січня Хірохіто вийшов із королівського палацу для військового огляду в передмісті Токіо разом із Пуї, колишнім імператором династії Цін, а потім імператором Маньчжоу-Го. Перед воротами Сакуради Лі кинув ручну гранату, яка не потрапила в карету Хірохіто. На закритому суді 30 вересня Лі був засуджений до смертної кари. Він був страчений у в'язниці Ічігая 10 жовтня.

## Інцидент у парку Хонгкоу

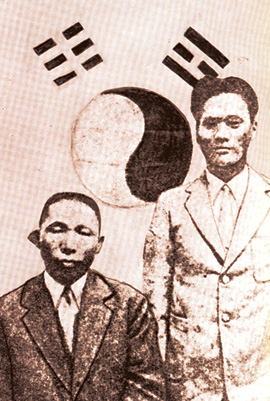
Кім і Юн перед прапором ТУК (27 квітня 1932 р.)

29 квітня 1932 року член КПО Юнь Бон Гіл підірвав бомбу на японському мітингу в парку Хункоу в Шанхаї. У нього була друга бомба, яку він збирався використати, щоб убити себе, але вона не спрацювала. Його мало не лінчував натовп, але, перш ніж це могло статися, японські військові заарештували й вивезли геть. Подія привернула значний розголос і зробила відомими Кіма і ТУК. Чан Кайші, лідер Республіки Китай, сказав про інцидент: «Один корейець досяг успіху в тому, що не вдалося мільйону китайських солдатів». Потім Чан забезпечував фінансування та захист ТУК до 1945 року.

## Інші невдалі місії
3 березня КПО запланувала місію, але не виконала її. Після інциденту 28 січня між Китаєм і Японією Кім розробив план використання корейських робітників для диверсій у японських ангарах літаків і складах боєприпасів за допомогою вибухівки. Однак Китай зазнав поразки ще до початку місії.
У квітні 1932 року члени Ю Чін Сік (кор.: хангиль: 유진식, ханча: 兪鎭植) та Лі Док Чу (кор.: хангиль: 이덕주, ханча: 李德柱) були відправлені до Кореї для вбивства японського генерал-губернатора Кореї Кадзушіге Угакі. Якби Юн не був схоплений, він би виконував цю місію. Однак місія провалилася; приблизно 24-28 квітня Ю був заарештований, а ЛІ був заарештований пізніше в Хеджу.
26 травня 1932 року КПО провалило чергове завдання. Цілями були генерал Квантунської армії Сігеру Хондзьо, міністр закордонних справ Японії та президент компанії Південно-Маньчжурської залізниці Утіда Косаї і губернатор Квантунської області Манносуке Ямаока. Цілі мали з'явитися на станції Далянь 26 травня о 19:40 для зустрічі з делегатами Ліги Націй. Наприкінці березня Кім відправив членів Чо Хен Сіка, а 27 квітня — Юй Сан Куна до Даляня в Маньчжурії. Кім відправив Чо на місяць раніше, ніж Ю, щоб той оглянув територію перед атакою. Ю, зі зброєю та фугасом, схожим на бомбу, яку Юн використав у парку Хункоу, прибув до Даляня 4 травня. Однак телеграма, яку вони відправили на пошті Даляня за кілька днів до цього, була перехоплена японцями. Чьо знайшли в його схованці, катували, щоб дізнатися про місцезнаходження Ю, і стратили. Ю був спійманий 25 травня, засуджений до довічного ув'язнення і помер 14 серпня 1945 року, за день до звільнення Кореї.

## Наслідки
Після вибухів у Шанхаї наприкінці квітня ТУК і Кім стали особливо відомими. Шанхайські газети оприлюднили роль Кіма в плануванні нападів. Різні японські державні органи призначили за нього йому винагороди на загальну суму 60 000 даян (кит.: 大洋), величезна для того часу сума. Японські поліцейські органи поспішили заарештувати ключових діячів ТУК. Багато чиновників ТУК, включаючи Кіма, кинулися в тікати, переїжджаючи до 1939 року багато разів. Існування всієї групи залишалося таємницею до жовтня 1932 року, коли Кім опублікував заяву про те, як були організовані напади.
Діяльність ТУК була серйозно порушена, і вона відновила регулярну діяльність лише в 1939 році. У результаті після 1932 року КПО в основному припинило своє існування. Напади також призвели до вбивства Ок Кван Біна та кількох інших симпатиків Японії корейського походження в Китаї.
Проте ТУК таки виграла від атак. Це значно покращило китайсько-корейські зв'язки. До 1932 року ТУК не мала джерела стабільного доходу і в основному працювала за рахунок пожертвувань. Гоміньдан почав фінансувати та захищати ТУК у 1934 році і продовжував це робити після звільнення Кореї в 1945 році.